# جیانی دال ماسو
جیانی دال ماسو (انگلیسی: Gianni Dal Maso؛ زادهٔ ۱۹۵۴) دانشمند در زمینه ریاضیات متولد ویچنزا اهل ایتالیا است که در زمینه معادلات دیفرانسیل جزئی، حساب تغییرات و ریاضیات کاربردی فعال است.

## زندگی
ال ماسو استاد ریاضیات در مدرسه بین‌المللی مطالعات پیشرفته در تریست است و به عنوان معاون مدیر نیز فعالیت می‌کند. دال ماسو به تعدادی از سؤالات مربوط به معادلات دیفرانسیل جزئی و محاسبه تغییرات پرداخته‌است، و طیف وسیعی از مباحث مربوط به مشکلات نیمه جامد پایین را برای چندین انتگرال تا قضیه وجود برای مشکلات به اصطلاح قطع ناپیوستگی، پوشش می‌دهد.